# Fumaraza

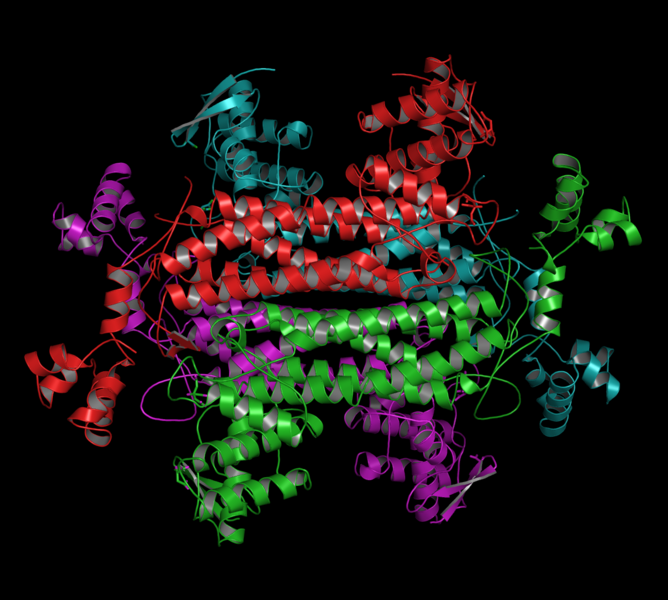
Struktura fumarazy

Fumaraza, Hydrataza fumaranowa (EC 4.2.1.2) – enzym z grupy liaz katalizujący odwracalną reakcję uwodnienia fumaranu do L-jabłczanu. Cechuje się bardzo wysoką swoistością, przekształca fumaran o konfiguracji trans, natomiast nie wykazuje aktywności do jego izomeru o konfiguracji cis - maleinianu. Działając w stronę odwrotną jest swoista tylko do L-jabłczanu, nie przekształca D-jabłczanu.